# Айона – Портленд
Айона — Портленд — газопровід на південному сході Австралії.
У 1992 році почалась розробка газового родовища Айона. Для видачі його продукції у західному напрямку проклали газопровід довжиною 141 кілометр та діаметром 150 мм, що досягнув до Портленду (серед споживачів Портленду можливо виділити розташований тут алюмінієвий комбінат). Трубопровід розрахований на робочий тиск до 9,9 МПа.
Вже у 1999-му на основі родовища створили підземне сховище газу Айона, ресурс до якого може надходити по газопроводу Мельбурн — Айона, з розташованого побіч зі сховищем газопереробного заводу Отвей та по перемичці від установки підготовки Афіна.